# 王力宏 (專輯)
《唯一》是歌手王力宏的流行音乐專輯，于2001年9月27日正式发行。

## 曲目
1. 唯一
2. 愛的就是你(蜜桃女孩的片頭曲)
3. 謝絕推銷妳的愛
4. 安全感(中國雪柔莎朗洗髮水廣告曲/警廣台)
5. 戒不了你
6. 不必問別人
7. 白狐狸
8. 變壞
9. If You Knew
10. 我要(雅芳Cleawhite美白C大中華地區廣告曲)
11. 愛的就是你(浪漫版)
12. 比你更好